# Helytartótanács
A Helytartótanács (teljes nevén: "A Magyar Királyi Helytartótanács") (latinul: consilium regium locumtenentiale Hungaricum) egy bécsi központi szervek irányítása alatt működő magyar kormányszerv. A Helytartótanácsot az 1722/1723. évi országgyűlés iktatta törvénybe mint Magyarország országos kormányzati szervét.

## A működése
Elnöke az uralkodó helytartója, vagyis a nádor volt, vagy a kinevezett királyi helytartó, illetve – mint II. József idejében is – a nádort helyettesítő zászlósúr (országbíró, tárnokmester).
A Helytartótanács rendi kormányzati szerv volt, és ez tagjainak összetételében is tükröződött: meghatározott számban főpapok, fő- és köznemesek alkották a tanácsot, ugyanakkor a tanácsosok kinevezése az uralkodó joga volt. Tisztán királyi hatóság volt, amelynek az utasításait közvetlenül a királytól kapta. 1724-ben zajlott az első ülése, amelynek a székhelye Pozsony volt. II. József 1785-ben Budára helyezte át a Helytartótanácsot.
A Helytartótanács rendszeres üléseken, kollegiális alapon hozta döntéseit. Szavazategyenlőség esetén az elnök szavazata döntött. 
II. József uralkodása alatt néhány kisebb változáson ment át, többek között 29 ügyosztályt szerveztek, amelyekkel a király hatékonyabbá kívánta tenni az intézmény működését.
Székhelye Pozsony volt, majd 1784-ben költözött Budára. 
Nem tartozott a Helytartótanács hatáskörébe sem a kamarai és katonai igazgatás, sem  az igazságszolgáltatás.
Horvátország ügyeinek intézését az 1767 és 1779 között fennállt Horvát Tanács megszűnésével vette át.
Erdélyben a magyarországi Helytartótanácsnak sok tekintetben megfelelő országos kormányzati szerv az Erdélyi Királyi Gubernium volt.
A kiegyezés után a Helytartótanács jogutódja a Belügyminisztérium lett. 

## A helytartótanács elnökei
| név                                 | hivatal kezdete | hivatal vége | megjegyzés |
| ----------------------------------- | --------------- | ------------ | ---------- |
| Pálffy Miklós                       | 1724            | 1732         |            |
| Lotaringiai Ferenc                  | 1732            | 1741         |            |
| Pálffy János                        | 1741            | 1751         |            |
| Batthyány Lajos                     | 1751            | 1765         |            |
| Albert Kázmér szász-tescheni herceg | 1765            | 1780         |            |
| Niczky Kristóf                      | 1783            | 1787         |            |
| Zichy Károly                        | 1787            | 1790         |            |
| Sándor Lipót főherceg               | 1790            | 1795         |            |
| József főherceg                     | 1795            | 1847         |            |
| István főherceg                     | 1847            | 1848         |            |

## Híres tagja
- Gróf nicki Niczky Kristóf (1725–1787) országbíró. 1783. augusztus 14-én a Helytartótanács elnökévé nevezték ki.

## Kapcsolódó Szócikkek
Magyar Udvari Kancellária